# لاميناريا غورية
لاميناريا غورية (الاسم العلمي: Laminaria abyssalis) هو نوع من الطلائعيات يتبع جنس اللاميناريا من فصيلة اللامينارية.